# Công chúa thiên nga
Công chúa thiên nga (tên gốc: The Swan Princess) còn có tựa đề là một phim hoạt hình ca nhạc kỳ ảo sản xuất năm 1994 dựa trên tác phẩm ba lê Hồ thiên nga. Các ngôi sao lồng tiếng bao gồm Jack Palance, John Cleese, Steven Wright, và Sandy Duncan. Phim được đạo diễn bởi cựu đạo diễn hoạt hình của Công ty Walt Disney, ông Richard Rich (đạo diễn). Phần âm nhạc thực hiện bởi Lex de Azevedo. Phim bao gồm 4 phần liên tiếp nhau The Swan Princess II:Escape from Castle Mountain (1997), The Swan Princess III:The Mystery of the Enchanted Kingdom (1998), The Swan Princess Christmas (2012), và The Swan Princess:A Royal Family Tale (2014).

## Sản xuất
Richard Rich là một trong vài đạo diễn rời trong thập niên 80 và 90, và ông đã thành lập công ty riêng. Bộ phim này dựa theo kỹ thuật sơn tay cũ, Rich và đội ngũ của mình mất 4 năm để hoàn thành bộ phim.

## Diễn viên lồng tiếng
- Michelle Nictrong vaitro trong vai Odette
  - Liz Callaway trong vai Odette (hát)
  - Adrian Zahiri và Larisa Oleynik trong vai Odette lúc trẻ
- Howard McGillin trong vai Derek
  - Adam Wylie và J.D. Daniels trong vai Derek lúc trẻ
- Sandy Duncan trong vai Queen Uberta
- Jack Palance trong vai Rothbart
  - Lex de Azevedo trong vai Rothbart (hát)
- John Cleese trong vai Jean-Bob
  - David Zippel trong vai Jean-Bob (hát)
- Steven Wright trong vai Speed
  - Jonathan Hadary trong vai Speed (hát)
- Steve Vinovich trong vai Hải âu cổ rụt
- Dakin Matthews trong vai King William
- Mark Harelik trong vai Lord Rogers
- Joel McKinnon Miller trong vai Bromley
  - Wes Brewer trong vai Bromley (hát)
- James Arrington trong vai Chamberlain
  - Davis Gaines trong vai Chamberlain (hát)
- Brian Nissen trong vai người kể chuyện

## Các bản nhạc trong phim
1. This Is My Idea
2. Practice, Practice, Practice
3. Far Longer than Forever
4. No Fear
5. No More Mr. Nice Guy
6. No Fear (Reprise) (chỉ trong phim, không có trong nhạc phim)
7. Princesses on Parade
8. Far Longer than Forever (End Titles) - Regina Belle và Jeffrey Osborne
9. Eternity (End Titles) - Dreams Come True (band)